# Csutak Kálmán
Csutak Kálmán (kászonimpérfalvai) (Makó, 1820. április 13. – Cegléd, 1896. március 28.) 1848-1849-es honvédezredes.

## Élete
Apja városi tanító volt. Nagyváradon végezte az iskoláit, mire mint hadapród beállott a 61. sz. gyalogezredbe. Olaszországban a fővezér, Radeczky vezérkarában teljesített szolgálatot, ahol több évig képezte magát a hadtudományok terén. Később a katonaságból kilépett, ügyvéd lett Torontál vármegyében. Részt vett az 1848–49-es forradalom és szabadságharcban is. 1848. október 1-jén mint hadnagyot Nagyvárad erődítésére és a 27. zászlóalj alakítására vezényelték. 1849. január 1. századossá léptették elő Kolozsvárt a 24. honvédzászlóaljnál; részt vett az 1849. január 21-i, nagyszebeni csatában, ahol Bem József őrnaggyá és a 27. zászlóaljparancsnokává nevezte ki; 1849. február 4-én is vitézül harcolt Vízaknánál. A szabadságharc végén ezredes és dandárparancsnok volt, amikor Aradon ő is fogságba került; 1850. március 14-én először halálra, de kegyelemből 16 évi sáncmunkára ítélték. Fogságából kiszabadulva Giuseppe Garibaldinál teljesített szolgálatot, és megfordult Romániában is, majd Debrecenben volt magánhivatalnok. 1891 őszén Keresztes Lajos - egykori szabadságharcos honvéd őrnagy, közalapítványi tiszttartó - hívására Cegléden telepedett le, ahol a Lakatos (ma Jókai) utcában lakott. A város saját halottjának tekintette, nagy részvét mellett temették el. Síremléke a Kálvária temető dombján áll.[forrás?]

## Munkái
- Aradi fogságom alatt irt adatok az 1848–49. évi szabadságharcz, különösen az Erdély havasai ellen vezetett hadjáratról. Pest, 1868.
- Bem föllépése az erdélyi hadjáratban című czikke megjelent a Honvédmenház Könyvében (1870.)

Arcképét kőre rajzolva Vahot Imre adta ki a Honvédek Könyve uj folyamában (1868.), nyomtatta Laufer Ignácz műintézete Pesten.